# Bressols
Bressols is een gemeente in het Franse departement Tarn-et-Garonne (regio Occitanie). De gemeente telde 3.883 inwoners op 1 januari 2022. De plaats maakt deel uit van het arrondissement Montauban en van het gemeentelijk samenwerkingsverband Communauté d’Agglomération de Grand Montauban.

## Geschiedenis
De plaats werd voor het eerst genoemd in de tiende eeuw. In de middeleeuwen hing de heerlijkheid Bressols af van de Abdij van Montauriol in Montauban. In 1561 werd de Saint-Martinkerk van Bressols geplunderd en vernield door protestantse troepen en zij richtten een eigen kerk op in het dorp. Bressols had veel te lijden onder het beleg van Montauban in 1621 door het leger van koning Lodewijk XIII van Frankrijk. De meeste protestanten trokken weg uit het dorp en in 1680 werd de protestantse kerk afgebroken. De katholieke kerk werd tussen 1647 en 1684 weer opgebouwd en gewijd aan Notre-Dame. Toch bleef er een protestantse aanwezigheid: in de achttiende eeuw waren de meeste gronden in handen van twee protestantse families.
In 1884 werd het treinstation geopend op de lijn Montauban-Saint Sulpice. Dit station sloot de deuren in 1984. De bevolking groeide snel, mede door immigratie uit Spanje en Italië.

## Geografie
De oppervlakte van Bressols bedroeg op 1 januari 2022 20,39 vierkante kilometer; de bevolkingsdichtheid was toen 190,4 inwoners per km². De gemeente grenst in het noorden en het oosten aan Montauban en in het oosten aan de Tarn.
Naast de dorpskern van Bressols liggen in de gemeente ook de gehuchten Brial en Pérayrols.

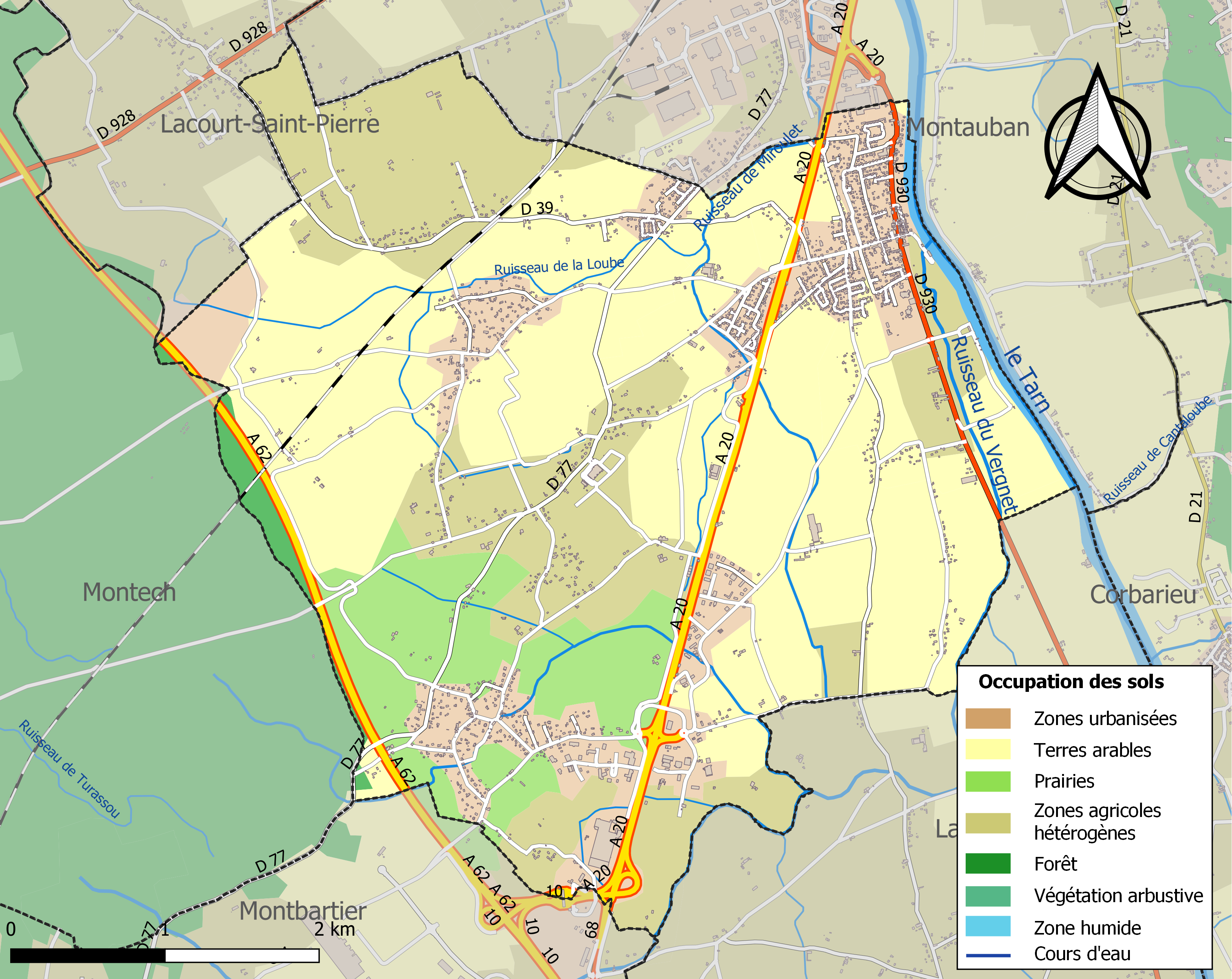
De ligging van Bressols met de belangrijkste infrastructuur en aangrenzende gemeenten.

## Demografie
Onderstaande figuur toont het verloop van het inwonertal (bron: INSEE-tellingen).

## Verkeer en vervoer
De autosnelwegen A20 en A62 lopen door de gemeente.